# Contrazione tetanica
La contrazione tetanica si ha quando il tessuto muscolare, parte di un'unità motoria, viene stimolato al massimo dai suoi motoneuroni. Ciò accade quando più impulsi elettrici semplici si succedono lungo il nervo in rapida sequenza portando ad un effetto di sommazione e conseguentemente alla massima contrazione delle fibre muscolari. Si verifica spesso durante la stimolazione tetanica dell'unità motoria, in genere muscolo o nervo. Può anche verificarsi come parte di una reazione extrapiramidale in una reazione avversa ai farmaci, dovuta a qualche farmaco antipsicotico tipico. 

## Patologie
Le contrazioni tetaniche possono essere segno di ipoparatiroidismo, ma si verificano anche nel decorso tipico del tetano.